# 藤本ビルブローカー銀行
株式会社藤本ビルブローカー銀行（ふじもとビルブローカーぎんこう、1907年 銀行業開業により改称 - 1933年 銀行業廃止により改称）は、かつて存在した大阪府の銀行である。「大正バブル」と呼ばれる時代のベンチャー企業であるが、大和証券グループの前身となった。

## 概要
1902年（明治35年）5月、八木商店社長・八木輿三郎の親戚である2代目藤本清兵衛が個人商店「藤本ビルブローカー」を大阪に開業、同社の業務を継承して、1906年（明治39年）10月16日、「株式会社藤本ビルブローカー」を設立、同年11月1日開業した。同社は、半年後の1907年（明治40年）3月25日、銀行営業の認可を受け、翌日の同月26日に商号変更して開業したのが、「株式会社藤本ビルブローカー銀行」である。「ビルブローカー銀行」とは、当時の銀行の6種別（中央銀行、特殊銀行、都市銀行、地方銀行、貯蓄銀行、ビルブローカー銀行）のひとつであり、その中でも短資業兼営を行う銀行である。
1909年（明治42年）3月18日、大日本製糖をめぐる汚職事件「日本製糖汚職事件」（日糖事件）で債権者に支払猶予を申請した。日糖の相談役・渋沢栄一が奔走し解決に向かったが、日糖の監査役だった藤本の経営する当行は一度経営破綻、その後再建を果たした。
1920年（大正9年）、竹中工務店大阪設計部の島本四郎が設計した「藤本ビルブローカー銀行本店ビルヂング」が大阪に完成。同ビルは現存しない。1924年（大正13年）には、同じく竹中の武田五一が設計した「門司支店ビルヂング」が福岡県門司市浜町2番地（現在の同県北九州市門司区浜町2-18に完成、こちらは福岡中央銀行門司支店として現存する。東京支店は、東京市麹町区有楽町一丁目（現在の東京都千代田区有楽町一丁目）にあった。ニューヨーク、ロンドンにも出張所を設置、サンフランシスコ、ロサンゼルス、ハワイにも代理店があり、横浜、京都、名古屋、神戸に支店、福島、金沢の出張所が存在した。
1932年（昭和7年）12月22日の株主総会で銀行業廃止と改称を決議し、同年12月23日、業務廃止の認可を受け、翌1933年（昭和8年）1月1日、「藤本ビルブローカー証券株式会社」に商号変更した。その後、1942年（昭和17年）7月1日、「藤本証券株式会社」に商号変更、翌年末の1943年（昭和18年）12月27日に株式会社日本信託銀行と合併し、大和證券株式会社（現在の大和証券グループ本社）を新しく設立した。1949年1月には資金部の短資業務を柳田短資に事業譲渡し、柳田短資は東京短資に商号変更した。

## 創業者
当行創業者の藤本清兵衛（1870年 - 1949年）は、和歌山の柳仁兵衞の子・為之助として生まれ、初代藤本清兵衛（1841年 - 1891年）の養女の婿となり、家督を継ぎ襲名した。初代清兵衛は丹波の旭村 (京都府)の小作農家の子として生まれ、大坂曾根崎の米穀商・住吉屋清兵衛の養嗣子となり、清兵衛と名を改め25歳で独立、大阪市肥後橋南詰で米商を営み、淀川の水運を利用した京都との間の米穀取引で成功した人物で、明治維新後藤本姓を名のった。維新後の激しい相場変動を乗り切って財を成し、米の輸出業も始めるなど、大阪屈指の米穀商となり府会議員も務めた。
初代の兄・八木重助は京都で手広く米穀商をするかたわら相場師としても有名で、明治19年錦小路の薩摩藩邸跡に京都米穀取引所が設立されると副頭取に就いた。その息子八木与三郎は堂島屈指の大相場師として知られていた初代清兵衛の藤本商店で修業し、八木商店を創業した。
2代目清兵衛は初代のもとで米相場の修業後、手腕を見込まれて嫡子となり、初代の築いた財を引き継ぎ、1895年に東区横堀一丁目（現・中央区久太郎町）に藤本銀行を設立。欧米視察後、1902年にビルブローカー（手形仲買）を業とする藤本ビルブローカーを開業、多数の企業に名を連ね、「第二の松本重太郎」と呼ばれるほど関西財界で名を成した。日糖事件による破綻後、1909年に当行会長を辞任、その後は神戸米穀取引所理事長、東讃電気軌道社長のほか、浪花土地、摂津土地、帝国土地、大阪土地建物、臨港土地、関西瓦斯、大地城東土地、摩耶山ケーブル鉄道、明治瓦斯、大手銀行、大正貯金銀行、千日土地建物などの役員を務めた。
2代目清兵衛の実弟で相場師の柳広蔵は、当行の2代目会長を務めたが翌年辞任し、平賀敏が会長となり、朝吹英二、早川千吉郎、武藤山治、池田成彬、野崎広太、島徳蔵らの支援を得て復興した。

## 関連事項
- 八木商店
- 八千代生命保険
- 葛原冷蔵
- 山根ビルブローカー（藤本ビルブローカーから1909年に独立。現・セントラル短資）